# 刑事訴訟手続ニ関スル律令
刑事訴訟手続ニ関スル律令（けいじそしょうてつづきにかんするりつれい、明治34年律令第4号）は、日本統治時代の台湾における刑事訴訟手続について規定した日本の律令。明治34年（1901年）5月27日成立、公布。
本令は、刑事訴訟特別手続（明治38年律令第10号）の施行によって廃止された。

## 概要
- 検察官又は司法警察官は、旧々刑事訴訟法（明治23年法律第96号）[1]144条[注釈 1]及び147条[注釈 2]の処分をするにあたり、犯所に臨検する必要がないと認めたときは、臨検することなくその処分をすることができる（1条）。
- 検察官は、現行犯でない事件であっても、捜査の結果、急速の処分を要するものと思料したときは、公訴を提起する前に限り、拘引状を発することができる（2条1項）。この場合において、禁錮以上の刑に該当するものと思料したときは、拘留状を発し、又は検証、差押え若しくは捜索をすることができる（2条2項本文）。ただし、拘留後20日以内に起訴しないときは、釈放しなければならない（2条2項ただし書）。
- 法院又は判官は、刑事事件について法院所在地外において証拠集取をすべき場合においては、司法警察官に、次に掲げる事項をさせることができる（3条1項）。この場合において、証人及び鑑定人については、旧々刑事訴訟法144条2項を適用する（3条2項）。

1. 検証、捜索及び物件の差押え
2. 証人及び参考人の取調べ
3. 鑑定を命ずること

- 匪徒刑罰令違反事件については、旧々刑事訴訟法237条[注釈 3]の規定を適用しないことができる（4条）。